# Route nationale 5a
Pour les articles homonymes, voir Route 5A.
La route nationale 5a, ou RN 5a, était une route nationale française reliant le village frontière de La Cure (commune des Rousses) à Bois-d'Amont et à la vallée de Joux en Suisse.
À la suite de la réforme de 1972, la RN 5a a été déclassée en RD 415.